# Lliga de la CONCACAF
|  | No s'ha de confondre amb Lliga de Campions de la CONCACAF. |

La Lliga de la CONCACAF (en anglès: CONCACAF League) fou una competició futbolística organitzada per la CONCACAF. Fou la segona competició en importància per a clubs d'Amèrica del Nord i Central.
La competició va néixer el 2017 i finalitzà el 2022 després de l'expansió de la Lliga de Campions de la CONCACAF per a l'edició de 2024. Dues noves competicions regionals, la Copa Centreamericana de la CONCACAF i la Copa del Carib de la CONCACAF, van ser creades per classificar equips per a la Copa de Campions de la CONCACAF.
Resum dels principals campionats de la CONCACAF de clubs:
| Continentals | Continentals                                                                                        | Continentals                                                                                    |
| --- | --------------------------------------------------------------------------------------------------- | ----------------------------------------------------------------------------------------------- |
| Campionat de la CCCF (1959-1961) Lliga/Copa de Campions (1962-avui) Recopa de la CONCACAF (1991-1998) Copa Gegants de la CONCACAF (2001) | |                                                                                                 |
| Amèrica del Nord | Amèrica Central                                                                                     | Carib                                                                                           |
| Superlliga Nord-americana (2007-2010) Campeones Cup (2018-avui) Leagues Cup (2019-avui)                                                  | Copa Interclubs UNCAF (1971-2007) Lliga de la CONCACAF (2017-2022) Copa Centreamericana (2023-avui) | Campionat de clubs CFU (1997-2022) Caribbean Club Shield (2018-avui) Copa del Carib (2023-avui) |

## Format

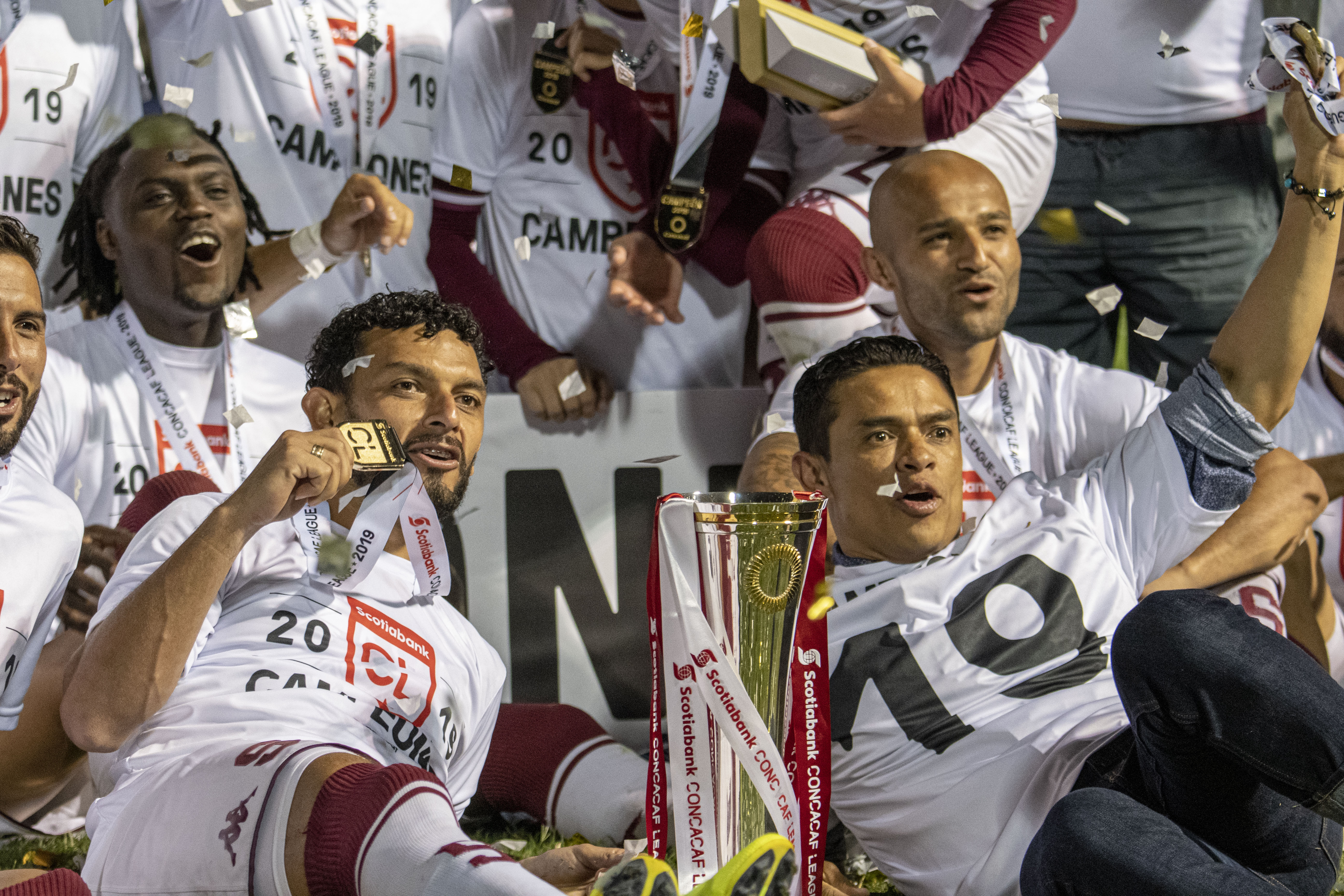
Deportivo Saprissa celebra la copa de 2019.

Hi prenien part 22 equips, 18 de la Unió Centre-americana de Futbol, 3 de la Unió de Futbol del Carib i 1 de la Unió de Futbol d'Amèrica del Nord.
- Unió Centre-americana de Futbol:

3 clubs de  Costa Rica
3 clubs de  El Salvador
3 clubs de  Guatemala
3 clubs de  Hondures
3 clubs de  Panamà
2 clubs de  Nicaragua
1 club de  Belize
- Unió de Futbol del Carib:

2 clubs del Campionat de clubs de la CFU (finalista i tercer classificat)
1 club entre el quart classificat i el campió de la Caribbean Club Shield
- Unió de Futbol d'Amèrica del Nord:

1 club de  Canadà

## Historial
| Any  | Campió         | Resultat         | Finalista          |
| ---- | -------------- | ---------------- | ------------------ |
| 2017 | Olimpia        | 0-1, 1-0 (4-1 p) | Santos de Guápiles |
| 2018 | Herediano      | 2–0, 1–2         | Motagua            |
| 2019 | Saprissa       | 1-0, 0-0         | Motagua            |
| 2020 | Alajuelense    | 3-2              | Saprissa           |
| 2021 | Comunicaciones | 2-1, 4-2         | Motagua            |
| 2022 | Olimpia        | 3-2, 2-2         | Alajuelense        |